# Puerto Rico i panamerikanska spelen
Puerto Rico i panamerikanska spelen styrs av Puerto Ricos Olympiska Kommitté i de panamerikanska spelen. Nationen deltog första gången i de panamerikanska spelen 1951 i Buenos Aires.
De puertoricanska idrottarna har vunnit 228 medaljer, varav 27 guldmedaljer.